# Martinet papou
Mearnsia novaeguineae
Espèce
Synonymes
- Chaetura novaeguineae D'Albertis & Salvadori, 1879
(protonyme)

Statut de conservation UICN

 LC  : Préoccupation mineure
Le Martinet papou (Mearnsia novaeguineae) est une espèce d'oiseaux de la famille des Apodidae.

## Répartition
Cet oiseau est endémique des régions de basse altitude de Nouvelle-Guinée.